# Смерть Виргинии (Шевченко)
Смерть Виргинии (укр. Смерть Віргінії) — рисунок Тараса Шевченко, выполненный им в 1836 году в Санкт-Петербурге. Один из рисунков на историческую тематику, созданных во время обучения у художника Василия Ширяева. Он изображает сцену смерти римлянки Виргинии.
Рисунок был подарен художником Василию Жуковскому и долгое время хранился в частных коллекциях в Европе, а затем в Пушкинском Доме в Ленинграде. В 1930 году передан в Институт Тараса Шевченко, затем хранился в различных украинских учреждениях, пока в 1948 году не вошёл в состав фондов Государственного музея Тараса Шевченко. Начиная с 1930 года, рисунок неоднократно экспонировался на различных выставках.

## История рисунка
Рисунок был создан Тарасом Шевченко в 1836 году в Санкт-Петербурге, во время учёбы у художника Василия Ширяева. Последний учил своих учеников не только технике интерьерной росписи, но и рисовать работы на античную и мифологическую тематику в академическом стиле. Во время обучения у Ширяева, Шевченко создал ряд «сложных многофигурных композиций» на античную тематику. Одновременно, как посторонний ученик, Шевченко учился на классах Общества поощрения художников.
Вместе с несколькими другими работами 1835—1837 годов, рисунок был подарен художником своему товарищу, поэту Василию Жуковскому. Последний в 1841 году покинул Российскую империю и вывез рисунки в Европу. После смерти Жуковского его сын Павел передал часть родительской коллекции, вместе с рисунком Виргинии, коллекционеру Александру Онегину, завещавшему своё собрание Российской академии наук. С 1928 года рисунок вошёл в фонды Пушкинского Дома, через два года его передали в Институт Тараса Шевченко в Харькове. В 1940 году рисунок вошёл в состав фондов Центрального музея Тараса Шевченко в Киеве. После реорганизации музея, в 1948 году, рисунок хранится в Государственном музее Тараса Шевченко (с 1991 года Национальный музей Тараса Шевченко) под инвентарным номером г-315. Состояние удовлетворительное.
Рисунок выполнен акварелью и тушью на листе бумаги размерами 25,2 × 35,7 сантиметра. В его левом нижнем углу есть авторская надпись, сделанная тушью: 1836 Шевченко. Рисунок был наклеен на паспарту, на обороте которого размещена надпись Т. Шевченко, а справа внизу — Собрание А. Θ. Онѣгина — Paris. Во время реставрации, в 1955 году, паспарту было отделено.
По разным сведениям, «Смерть Виргинии» впервые упоминается или в харьковской «Рабочей газете» (20.03.1930), или в издании «Пушкинский дом. Выставка собраний А. Ф. Онегина» (1930). Искусствовед Алексей Новицкий включил рисунок «Смерть Виргинии» в восьмой том полного собрания сочинений Шевченко (1932), где он был впервые репродуцирован и прокомментирован.

## Сюжет рисунка
На рисунке изображена сцена убийства римлянки Виргинии. Она была дочерью центуриона Луция Виргиния и невесткой бывшего народного трибуна Луция Ицилия. Однако её полюбил патриций Аппий Клавдий Красс Региллен Сабин, который в то время председательствовал в коллегии децемвиров. После того как девушка отказала на ухаживания патриция, последний решил обратиться к хитрости. Его клиент Марк Клавдий объявил, что Виргиния на самом деле является его рабыней и заявил свои права на неё. Судья, кем был Аппий Клавдий Красс, признал девушку рабыней. Чтобы спасти дочь от рабства, возмущённый отец заколол ножом мясника Виргинию со словами: «Только так, дочь моя, я могу сделать тебя свободной». Этот поступок вызвал возмущение в народе и привел к свержению власти децемвиров. Тема рисунка была распространённой, в то время, в Академии художеств.
Искусствовед Дмитрий Степовик относит «Смерть Виргинии» к серии рисунков о смерти известных исторических персонажей. Литературовед Станислав Росовецкий связывал тематику смерти в этих рисунках Шевченко с «юношеским влечением к Танатосу», вызванным депрессией художника из-за длительных отсрочек по его выкупу из крепостных.
Рисунок похож размещением персонажей и изображением жестов на предыдущее произведение художника — «Смерть Лукреции». Композиция рисунка остается двухплановой, хотя Шевченко здесь отказался от замкнутого пространства, разместив действие посреди улицы и создав проход в глубину. Одежда людей, фасады домов и сама римская улица имеют исторически достоверный вид. В отличие от «Смерти Лукреции», художник сделал рисунок цветным, раскрасив его акварельными красками. Благодаря этому Шевченко смог тонально выписать детали, например складки одежды, и более мягче и живописнее трактовать форму. Поведение и ориентированная на эффект жестикуляция персонажей произведения придают ему сценический характер. По мнению исследовательницы Анастасии Козулько, композиция «Смерти Виргинии» напоминает сцену из спектакля, потому что Шевченко ещё был «не в состоянии изобразить реальную ситуацию».
Искусствовед Леонид Владич считал основной сюжет рисунка «явственно говорящим», по его мнению, это «убийство отцом дочери, чтобы спасти её от рабства». По мнению исследователя Николая Бурачека, рисунок мог быть перерисован с гравюр находившихся в коллекции Василия Ширяева. Искусствовед Александр Скворцов отмечал, что рисунок свидетельствует об «академической выучке» Шевченко, а развитие в рисунке глубины показывает влияние классицизма 1830-х годов.

## Участие в выставках
Выставки, на которых экспонировался рисунок:
- Выставка собраний О. Ф. Онегина. Ленинград. 1930
- Шевченковская выставка. Харьков. 1930
- Шевченко-художник. К 170-летию со дня рождения. Киев. 1984